# Lutol Suchy (gromada)
Lutol Suchy – dawna gromada, czyli najmniejsza jednostka podziału terytorialnego Polskiej Rzeczypospolitej Ludowej w latach 1954–1972.
Gromady, z gromadzkimi radami narodowymi (GRN) jako organami władzy najniższego stopnia na wsi, funkcjonowały od reformy reorganizującej administrację wiejską przeprowadzonej jesienią 1954 do momentu ich zniesienia z dniem 1 stycznia 1973, tym samym wypierając organizację gminną w latach 1954–1972.
Gromadę Lutol Suchy z siedzibą GRN w Lutolu Suchym utworzono – jako jedną z 8759 gromad na obszarze Polski – w powiecie międzyrzeckim w woj. zielonogórskim na mocy uchwały nr V/19/54 WRN w Zielonej Górze z dnia 5 października 1954. W skład jednostki weszły obszary dotychczasowych gromad Lutol Suchy, Chociszewo i Panowice ze zniesionej gminy Brójce oraz Bieleń ze zniesionej gminy Trzciel w tymże powiecie. Dla gromady ustalono 13 członków gromadzkiej rady narodowej.
31 grudnia 1961 gromadę zniesiono, a jej obszar włączono do gromad: Brójce (wsie Lutol Suchy i Chociszewo), Bukowiec (wieś Panowice) i Trzciel (wieś Bieleń) w tymże powiecie.